# Еволюційне моделювання
Еволюційне моделювання використовує ознаки теорії Дарвіна для побудови інтелектуальних систем (методи групового обліку, генетичні алгоритми). Є частиною більш великої галузі штучного інтелекту — обчислювального інтелекту.

## Загальний опис
Всі роботи у цій галузі можна звести до трьох груп. У першій виявляться моделі походження молекулярно генетичних систем обробки інформації, в другій — моделі, що характеризують загальні закономірності еволюційних процесів, а в третьому — аналіз моделей штучної «еволюції» з метою застосування методу еволюційного пошуку до практичних завдань оптимізації.
На початку 70 х років XX ст. лауреат Нобелівської премії М. Ейген здійснив вражаючу спробу побудови моделей виникнення в ранній біосфері Землі молекулярно генетичних систем обробки інформації. Найбільш відома з них — модель «квазівидів», що описує просту еволюцію полінуклеотидних (інформаційних) послідовностей. Слідом за Ейгеном в 1980 р. новосибірськими вченими В. Ратнером і В. Шаміним було запропоновано модель «сайзерів».
У моделі квазівидів розглядається поетапна еволюція популяції інформаційних послідовностей (векторів), компоненти яких набувають невелике число дискретних значень. Пристосованість «особин» в моделях задається як функції векторів. На кожному етапі відбувається відбір особин до популяції наступного покоління з імовірностями, пропорційними їх пристосованості, а також мутації особин — випадкові рівноімовірні заміни компонентів векторів.
Модель сайзерів в простому випадку розглядає систему з трьох типів макромолекул: полінуклеотидної матриці і ферментів трансляції і реплікації, кодованих цієї матрицею. Полінуклеотидна матриця — це як би запам'ятовуючий пристрій, в якому зберігається інформація про функціональні одиниці сайзера — ферменти. Фермент трансляції забезпечує «виготовлення» довільного ферменту по записаній в матриці інформації. Фермент реплікації забезпечує копіювання полінуклеотидної матриці. Сайзер достатній для самовідтворення. Включаючи в схему сайзера додаткові ферменти, які кодуються полінуклеотидною матрицею, можна забезпечити сайзер будь-якими властивостями, наприклад властивістю регулювання синтезу певних ферментів і адаптації до змін зовнішнього середовища.
До початку 50-х років XX ст. в науці сформувалася синтетична теорія еволюції, заснована на об'єднанні генетики і дарвінівського вчення про природний добір. Математичні моделі цієї теорії добре розроблені, проте вони практично не стосуються аналізу еволюції інформаційних систем біологічних організмів. Однак у наступні десятиліття з'явилися моделі, що досліджують молекулярно генетичні аспекти еволюції.
Японський вчений М. Кімура, наприклад розробив теорію нейтральності, згідно з якою на молекулярному рівні більшість мутацій виявляються нейтральними, а один з найбільш важливих механізмів появи нової генетичної інформації полягає в дублікації вже наявних генів і подальшої модифікації одного з дубльованих ділянок. В працях московських вчених Д. і Н. Чернавських дано оцінку ймовірності випадкового формування нового біологічно значущого білка (кодованого ДНК) з урахуванням того, що в білку є активний центр, в якому заміни амінокислот практично неприпустимі, і ділянки, властивості яких не сильно змінюються при багатьох амінокислотних замінах. Отримана оцінка вказує на те, що випадкове формування білка було цілком імовірно в процесі еволюції.
У надзвичайно цікавих роботах С. Кауфмана з співробітниками з Пенсільванського університету досліджується еволюція автоматів, що складаються із з'єднаних між собою логічних елементів. Окремий автомат можна розглядати як модель молекулярно генетичної системи управління живої клітини, причому кожен логічний елемент інтерпретується як регулятор синтезу певного ферменту. Моделі Кауфмана дозволяють зробити ряд прогнозів щодо «програм» життєдіяльності клітини. Зокрема, продемонстровано, що для одночасного забезпечення стійкості і гнучкості програми число входів логічних елементів має бути обмежене певним інтервалом, а саме складати величину приблизно рівну 2-3.
Узгодженість і ефективність роботи елементів біологічних організмів наводить на думку: а чи можна використовувати принципи біологічної еволюції для оптимізації практично важливих для людини систем? Одна з перших схем еволюційної оптимізації була запропонована в 60-ті роки XX ст. Л. Фогелем, А. Оуенсом і М. Уолшем; ефективність цієї схеми на практиці було продемонстровано І. Букатовою з Москви. Також останнім часом проявляється великий інтерес до дослідження та використання генетичного алгоритму, запропонованого Дж. Холландом з Мічиганського університету. Цей генетичний алгоритм призначений для вирішення задач комбінаторної оптимізації, тобто оптимізації структур, що задаються векторами, компоненти яких набувають дискретні значення. Схема генетичного алгоритму практично збігається з такою в моделі квазівидів, за винятком того, що в генетичному алгоритмі механізм мінливості крім точкових мутацій включає в себе кроссинговер — схрещування структур. Генетичний алгоритм природно «вписується» в паралельну багатопроцесорну обчислювальну архітектуру: кожній «особині» популяції можна поставити у відповідність окремий процесор, тому можлива побудова спеціалізованих комп'ютерів, ефективно реалізують генетичний алгоритм.

## Ресурси Інтернету
- Eiben A.E., Smith J.E. (2003). Introduction to Evolutionary Computing [Архівовано 3 вересня 2012 у Wayback Machine.], Springer [Архівовано 20 липня 2003 у Wayback Machine.]. ISBN 3-540-40184-9
- Букатова И. Л. Целостно-эволюционная интеллектуализация: формирование интеллектуальных метатехнологий [недоступне посилання з липня 2019]